# Ю (кана)
ゆ в хирагане и ユ в катакане — символы японской каны, используемые для записи ровно одной моры. В системе Поливанова записывается кириллицей: «ю», в международном фонетическом алфавите звучание записывается: /jɯ/. В современном японском языке находится на тридцать седьмом месте в слоговой азбуке.

## Происхождение
ゆ и ユ появились в результате упрощённого написания кандзи 由.

## Написание
|  |  |

## Коды символов вкодировках
- Юникод:
  - ゆ: U+3086,
  - ユ: U+30E6.